# روز جمهوری اسلامی

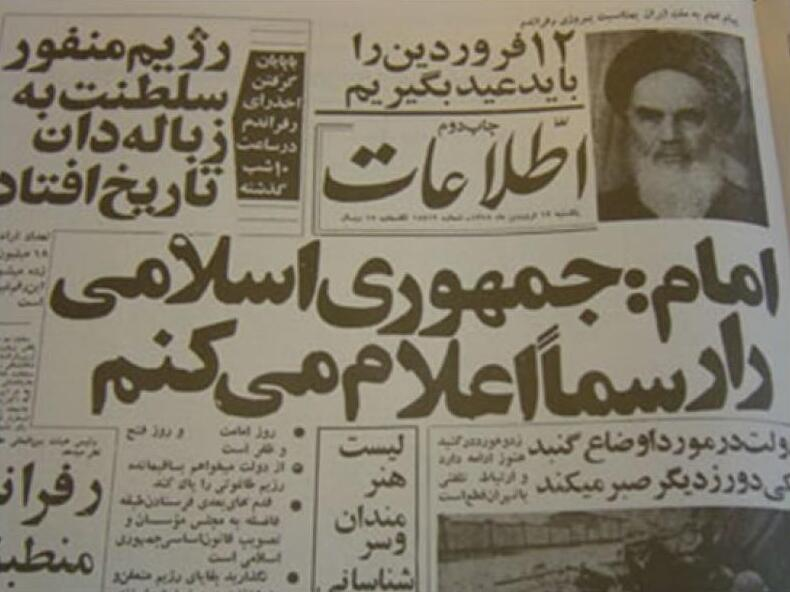
روح‌الله خمینی: ۱۲ فروردین را باید عید بگیریم

روز ۱۲ فروردین در تقویم ایران روز جمهوری اسلامی ایران نامگذاری شده و تعطیل رسمی است. در این روز نتایج همه‌پرسی نظام جمهوری اسلامی در ایران (رای آری ۹۸٫۲ درصد) اعلام شد.